# Jardines mogoles

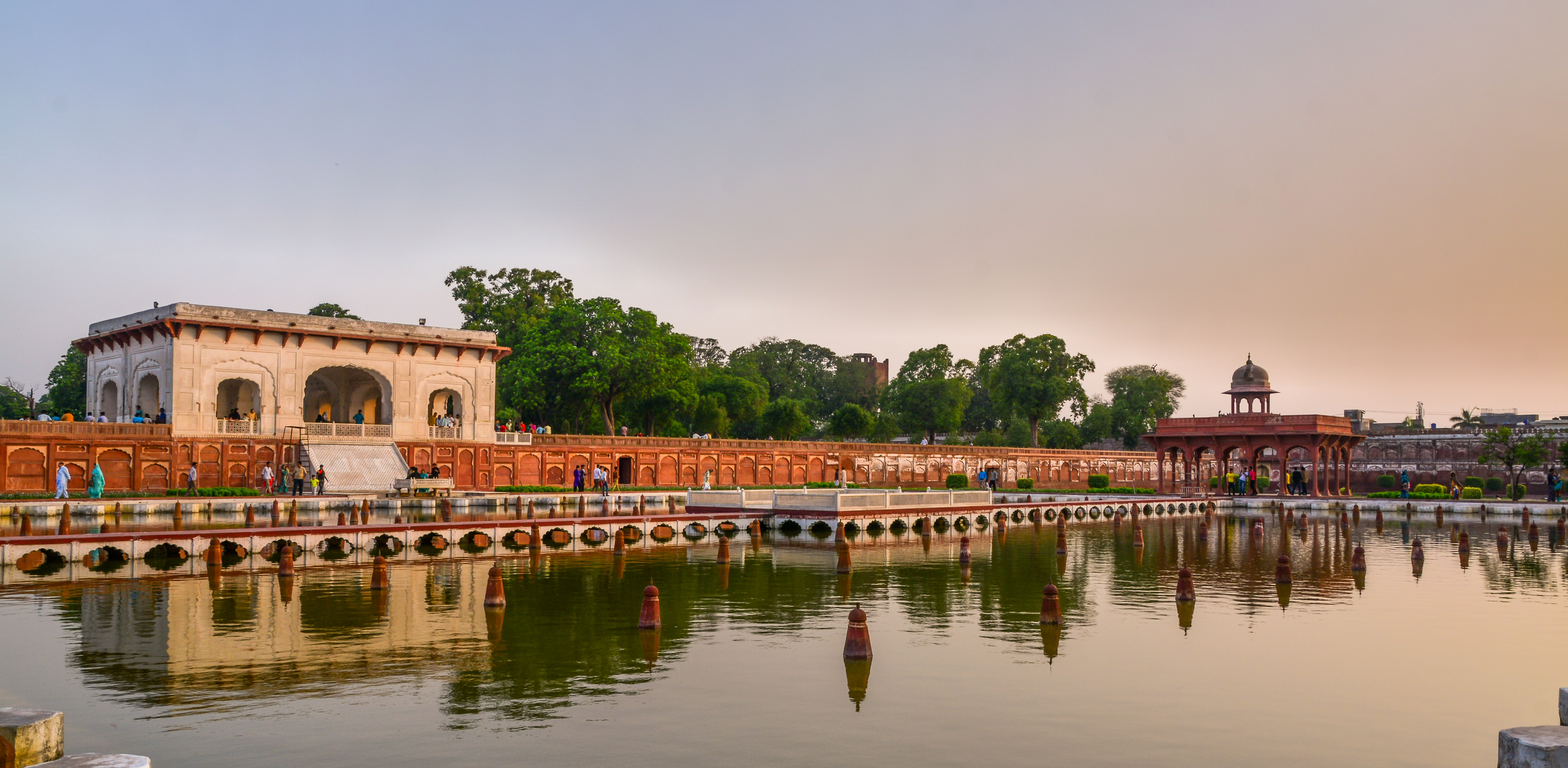
Los Jardines de Shalimar en Lahore, Pakistán, se encuentran entre los más famosos de todos los jardines de la época del imperio mogol.

Los Jardines mogoles son un grupo de jardines construidos por el imperio Mogol en el estilo de la arquitectura persa. Este estilo estuvo, por lo tanto, fuertemente influenciado por los jardines persas, particularmente la estructura de Charbagh. El uso significativo de diseños rectilíneos se realiza dentro de recintos amurallados. Algunas de las características típicas incluyen piscinas, fuentes y canales dentro de los jardines.

## Historia

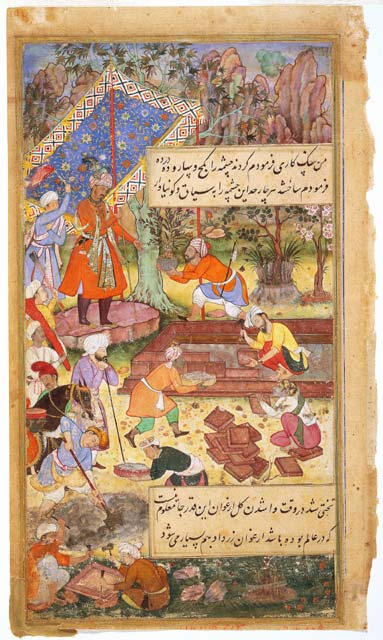
El emperador mogol Babur supervisa la creación de un jardín.

El fundador del imperio mogol, Babur, describió su tipo de jardín favorito como charbagh. Usaron el término bāgh, baug, bageecha o bagicha para jardín. Esta palabra desarrolló un nuevo significado en India, como explica Babur; India carecía de las corrientes rápidas requeridas para un charbagh en Asia Central. El jardín de Agra, fue renombrado después de la Partición de la India como Ram Bagh, la mayoría hindú cree que fue el primer charbagh. Hay una serie de jardines mogoles en la India, Bangladés y Pakistán, que difieren de sus precursores de Asia Central con respecto a «la geometría altamente disciplinada». 
Las primeras referencias a los jardines mogoles se pueden encontrar en las memorias y biografías de los emperadores mogoles, incluidos los de Babur, Humayun y Akbar. Más tarde, hay referencias en «los informes de India» escritos por viajeros europeos. El primer estudio histórico de los jardines mogoles fue escrito por Constance Villiers-Stuart, con el título Gardens of the Great Mughals (1913). Su esposo era un coronel en el ejército indio británico, por lo que tenía una buena red de contactos y oportunidad para viajar. Durante su residencia en los jardines de Pinjore, Villiers-Stuart también tuvo la oportunidad de dirigir el mantenimiento de un importante jardín mogol. Su libro se refiere al próximo diseño de un jardín en la casa del gobierno en Nueva Delhi conocida como Rashtrapati Bhavan. Ella fue consultada sobre este tema por Edwin Lutyens, y ciertamente tuvo una influencia en la elección del estilo mogol para este proyecto. La investigación reciente en la historia de los jardines mogoles se llevó a cabo bajo la dirección de la Colección y Biblioteca de Investigación Dumbarton Oaks —incluyendo:Mughal Gardens: Sources, Places, Representations, and Prospectseditado por James L. Wescoat Jr. y Joachim Wolschke-Bulmahn— y el Instituto Smithsoniano. Algunos ejemplos de los jardines mogoles son Jardines de Shalimar en Lahore, Fort Lalbagh en Daca, y Shalimar Bagh en Srinagar.

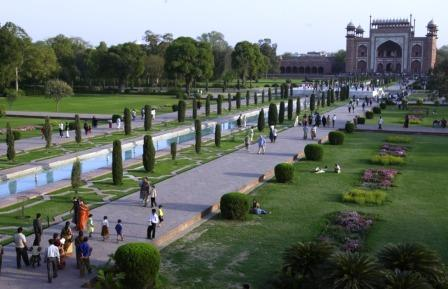
Jardines mogoles en el Taj Mahal.

Desde los inicios del Imperio mogol, la construcción de jardines fue un pasatiempo imperial muy querido. Babur, el primer rey conquistador de Mogol, tenía jardines construidos en Lahore y Dholpur. Humayun, su hijo, no parece haber tenido mucho tiempo para construir, estaba ocupado recuperando e incrementando el reino, pero se sabe que pasó mucho tiempo en los jardines de su padre. Akbar construyó varios jardines primero en Delhi, luego en Agra, la nueva capital de Akbar. Estos tienden a ser jardines frente al río en lugar de los jardines en la fortaleza que sus predecesores construyeron. La construcción en la orilla del río en lugar de los jardines de la fortaleza influyó considerablemente en la arquitectura del jardín mogol posterior. El hijo de Akbar, Jahangir, no construyó tanto, pero ayudó a diseñar el famoso jardín de Shalimar y era conocido por su gran amor por las flores. De hecho, se cree que sus viajes a Cachemira empezaron con una moda de diseño floral naturalista y abundante.
El hijo de Jahangir, Sha Jahan , marca el ápice de la arquitectura de jardín y el diseño floral del imperio mogol. Es famoso por la construcción del Taj Mahal, un paraíso fúnebre en memoria de su esposa favorita, Mumtaz Mahal. También fue responsable del Fuerte rojo de Delhi, que contiene el Mahtab Bagh,  un jardín nocturno lleno de jazmines que florecen de noche y otras flores pálidas. Los pabellones dentro se enfrentan con mármol blanco para brillar a la luz de la luna. Este mármol y el mármol del Taj Mahal están incrustados con piedras semipreciosas que representan motivos florales naturalistas, el más importante es el tulipán, que Sha Jahan adoptó como símbolo personal.

## Diseño y simbolismo

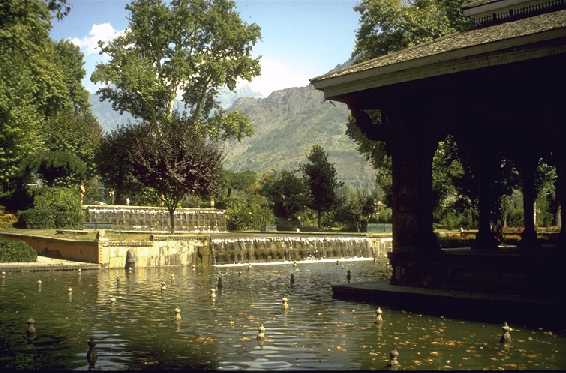
Shalimar Bagh, Srinagar, Cachemira.

El diseño de los jardines mogoles deriva principalmente del jardín islámico medieval, aunque hay influencias nómadas que provienen de los ancestros turco-mongoles de los mogoles. Julie Scott Meisami describe el jardín islámico medieval como un hortus conclusus, amurallado y protegido del mundo exterior; en el interior, su diseño era rígidamente formal, y su espacio interior estaba lleno de aquellos elementos que el hombre encuentra más agradables en la naturaleza. Sus características esenciales incluyen agua corriente —quizás el elemento más importante— y un estanque para reflejar las bellezas del cielo y del jardín; árboles de varios tipos, algunos para proporcionar sombra simplemente, y otros para producir frutas; flores, coloridas y de olor dulce; hierba, por lo general que crece salvaje bajo los árboles; pájaros para llenar el jardín de cantos; el conjunto se enfría con una agradable brisa. El jardín puede incluir un altozano elevado en el centro, que recuerda a la montaña en el centro del universo en descripciones cosmológicas, y a menudo se encuentra coronado por un pabellón o palacio. Los elementos turco-mongoles de los jardines mogoles se relacionan principalmente con la inclusión de tiendas de campaña, alfombras y toldos que reflejan las raíces nómadas. Las tiendas de campaña indicaron el estado en estas sociedades, por lo que la riqueza y el poder se mostraron a través de la riqueza de las telas, así como por su tamaño y número.
Los mogoles estaban obsesionados con el símbolo y lo incorporaron en sus jardines de muchas maneras. Las referencias coránicas estándar al paraíso estaban en la arquitectura, el diseño y en la elección de la vida vegetal; pero a menudo se yuxtaponen referencias más seculares, incluyendo significaciones zodiacales y numerológicas conectadas a la historia familiar u otra significación cultural. Los números ocho y nueve fueron considerados auspiciosos por los mogoles y se pueden encontrar en el número de terrazas o en la arquitectura de jardín, como en las piscinas octogonales.

## Emplazacimientos de jardines mogoles

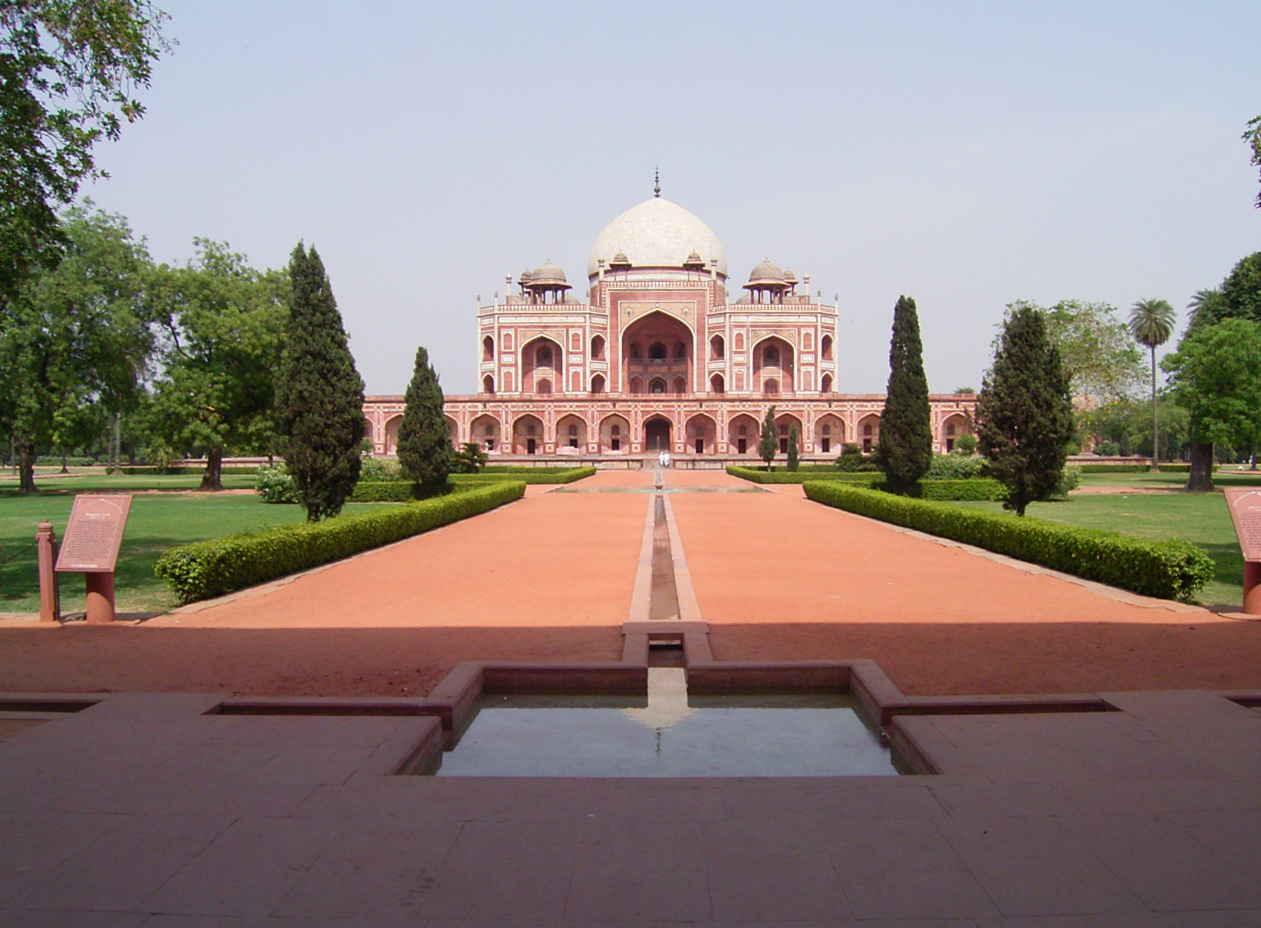
Tumba de Humayun, Delhi, India.

### Afganistán
- Bagh-e Babur (Kabul)

### India
- Tumba de Humayun, Nizamuddin East, Delhi
- Taj Mahal, Agra
- Aarm Bagh, Agra
- Mehtab Bagh, Agra
- Mausoleu de Safdar Jang
- Shalimar Bagh (Srinagar), Jammu y Cachemira
- Nishat Gardens, Jammu y Cachemira
- Jardines de Pinjore, Pinjore
- Khusraw Bagh, Prayagraj
- Roshanara Bagh
- Rashtrapati Bhavan, Nueva Delhi (1911-1931)
- Vernag
- Chashma Shahi
- Pari Mahal
- Achabal Gardens
- Qudsia Bagh

### Pakistán
- Chauburji
- Fuerte de Lahore
- Shahdara Bagh
- Jardines de Shalimar
- Mausoleo de Jahangir, Lahore
- Hazuri Bagh
- Hiran Minar (Sheikhupura)
- Mughal Garden Wah

### Bangladés
- Fuerte de Lalbagh